# 247년

## 연호
- 위(魏) 정시(正始) 8년
- 촉(蜀) 연희(延熙) 10년
- 오(吳) 적오(赤烏) 10년

## 기년
- 위(魏) 소제(少帝) 8년
- 촉(蜀) 후주(後主) 25년
- 오(吳) 대제(大帝) 26년
- 신라(新羅) 조분 이사금(助賁泥師今) 18년 / 첨해 이사금(沾解泥師今) 원년
- 고구려(高句麗) 동천왕(東川王) 21년
- 백제(百濟) 고이왕(古爾王) 14년

## 사건
- 음력 7월, 신라, 첨해이사금, 시조묘를 뵙고 아버지 골정을 세신 갈문왕(世神葛文王)에 봉하였다.

## 사망
- 신라(新羅) 조분 이사금(助賁泥師今)

## 참고 문헌
- 김부식 (1145). 〈권02 조분 이사금 條, 권02 첨해 이사금 條〉. 《삼국사기》.